# تابانرا د بالدابیا
تابانرا د بالدابیا (به اسپانیایی: Tabanera de Valdavia) یک شهرستان در اسپانیا است که در استان پالنسیا واقع شده‌است.

## خصوصیات
تابانرا د بالدابیا ۲۱ کیلومترمربع مساحت و ۴۸ نفر جمعیت دارد.